# Ворвик (Џорџија)
Ворвик (Џорџија) (енгл. Warwick) град је у америчкој савезној држави Џорџија. По попису становништва из 2010. у њему је живело 423 становника.

## Демографија
Према попису становништва из 2010. у граду је живело 423 становника, што је 7 (1,6%) становника мање него 2000. године.
| Група             | 2000.       | 2010.       |
| Белци             | 162 (37,7%) | 149 (35,2%) |
| Афроамериканци    | 263 (61,2%) | 270 (63,8%) |
| Азијати           | 2 (0,5%)    | 2 (0,5%)    |
| Хиспаноамериканци | 2 (0,5%)    | 0 (0,0%)    |
| Укупно            | 430         | 423         |